# Diocesi di Bathurst (Canada)
La diocesi di Bathurst (in latino Dioecesis Bathurstensis in Canada) è una sede della Chiesa cattolica in Canada suffraganea dell'arcidiocesi di Moncton. Nel 2022 contava 89.062 battezzati su 99.751 abitanti. È retta dal vescovo Michel Proulx, O. Praem.

## Territorio

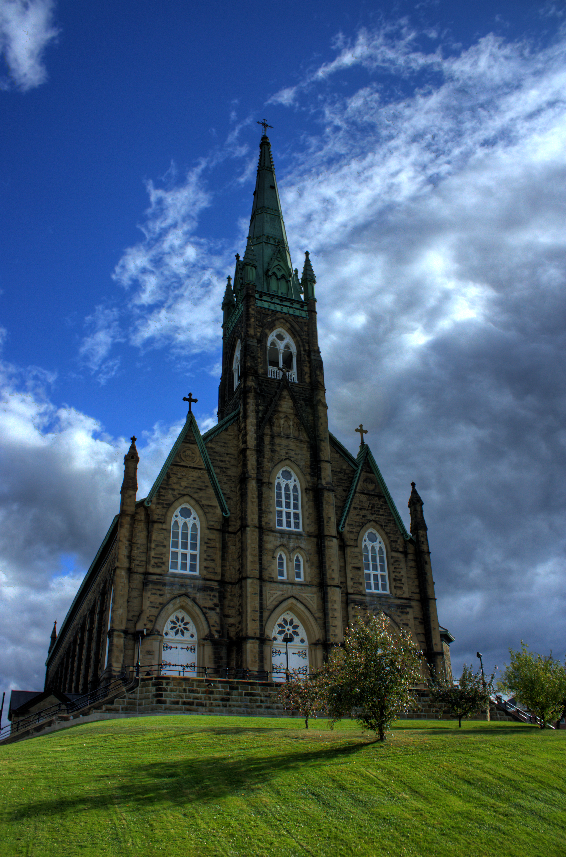
L'ex cattedrale di San Michele di Chatam.

La diocesi comprende le contee di Northumberland e Gloucester, e la parte orientale di quella di Restigouche nella provincia del Nuovo Brunswick in Canada.
Sede vescovile è la città di Bathurst, dove si trova la cattedrale del Sacro Cuore.
Il territorio è suddiviso in 56 parrocchie.

## Storia
La diocesi di Chatham fu eretta l'8 maggio 1860 con il breve Ex debito pastoralis di papa Pio IX, ricavandone il territorio dalla diocesi di Saint John. Originariamente era suffraganea dell'arcidiocesi di Halifax.
La cattedrale, dedicata a San Michele, sorgeva a Chatham, un quartiere della città di Miramichi.
Il 22 febbraio 1936 cedette una porzione di territorio a vantaggio dell'erezione dell'arcidiocesi di Moncton e nel contempo ne è divenuta suffraganea.
Il 13 marzo 1938 per effetto del decreto Cum civitas della Sacra Congregazione Concistoriale la sede è stata trasferita da Chatham a Bathurst e la diocesi ha assunto il nome attuale.
Il 16 dicembre 1944 ha ceduto un'altra porzione di territorio a vantaggio dell'erezione della diocesi di Edmundston.
L'11 novembre 2008 ha ceduto la parrocchia di Beaverbrook alla diocesi di Saint John.

## Cronotassi dei vescovi
Si omettono i periodi di sede vacante non superiori ai 2 anni o non storicamente accertati.
- James Rogers † (8 maggio 1860 - 7 agosto 1902 dimesso[2])
- Thomas Francis Barry † (7 agosto 1902 succeduto - 19 gennaio 1920 deceduto)
- Patrice Alexandre Chiasson, C.I.M. † (9 settembre 1920 - 31 gennaio 1942 deceduto)
- Camille-André Le Blanc † (25 luglio 1942 - 8 gennaio 1969 dimesso[3])
- Edgar Godin † (9 giugno 1969 - 6 aprile 1985 deceduto)
- Arsène Richard † (15 novembre 1985 - 6 gennaio 1989 deceduto)
- André Richard, C.S.C. (20 maggio 1989 - 16 marzo 2002 nominato arcivescovo di Moncton)
- Valéry Vienneau (3 luglio 2002 - 15 giugno 2012 nominato arcivescovo di Moncton)
- Daniel Jodoin (22 gennaio 2013 - 18 ottobre 2022 nominato vescovo di Nicolet)
- Michel Proulx, O. Praem., dal 28 ottobre 2023

## Statistiche
La diocesi nel 2022 su una popolazione di 99.751 persone contava 89.062 battezzati, corrispondenti all'89,3% del totale.
| anno | popolazione | popolazione | popolazione | presbiteri | presbiteri | presbiteri | presbiteri                | diaconi | religiosi | religiosi | parrocchie |
| anno | battezzati  | totale      | %           | numero     | secolari   | regolari   | battezzati per presbitero | diaconi | uomini    | donne     | parrocchie |
| ---- | ----------- | ----------- | ----------- | ---------- | ---------- | ---------- | ------------------------- | ------- | --------- | --------- | ---------- |
| 1950 | 86.055      | 113.788     | 75,6        | 135        | 103        | 32         | 637                       |         | 28        | 424       | 84         |
| 1959 | 103.562     | 134.000     | 77,3        | 161        | 126        | 35         | 643                       |         | 49        | 556       | 68         |
| 1966 | 93.535      | 112.000     | 83,5        | 139        | 105        | 34         | 672                       |         | 101       | 520       | 55         |
| 1970 | 96.436      | 115.936     | 83,2        | 126        | 94         | 32         | 765                       |         | 32        | 443       | 55         |
| 1976 | 104.907     | 119.092     | 88,1        | 96         | 85         | 11         | 1.092                     |         | 35        | 430       | 55         |
| 1980 | 111.700     | 122.400     | 91,3        | 111        | 84         | 27         | 1.006                     |         | 45        | 336       | 57         |
| 1990 | 114.782     | 124.782     | 92,0        | 87         | 70         | 17         | 1.319                     |         | 27        | 299       | 62         |
| 1999 | 112.130     | 122.130     | 91,8        | 65         | 54         | 11         | 1.725                     |         | 17        | 242       | 62         |
| 2000 | 110.888     | 120.888     | 91,7        | 61         | 52         | 9          | 1.817                     | 1       | 14        | 236       | 62         |
| 2001 | 110.563     | 120.563     | 91,7        | 60         | 51         | 9          | 1.842                     | 1       | 14        | 218       | 62         |
| 2002 | 109.345     | 119.345     | 91,6        | 55         | 49         | 6          | 1.988                     | 1       | 10        | 212       | 62         |
| 2003 | 110.474     | 120.474     | 91,7        | 55         | 48         | 7          | 2.008                     | 1       | 12        | 206       | 62         |
| 2004 | 109.634     | 119.634     | 91,6        | 55         | 48         | 7          | 1.993                     | 1       | 13        | 196       | 62         |
| 2006 | 108.156     | 118.156     | 91,5        | 52         | 45         | 7          | 2.079                     |         | 13        | 187       | 62         |
| 2012 | 104.900     | 115.300     | 91,0        | 45         | 40         | 5          | 2.331                     |         | 5         | 147       | 57         |
| 2015 | 93.994      | 103.994     | 90,4        | 35         | 32         | 3          | 2.685                     |         | 3         | 135       | 56         |
| 2018 | 94.406      | 102.406     | 92,2        | 38         | 33         | 5          | 2.484                     |         | 5         | 123       | 56         |
| 2020 | 97.000      | 105.000     | 92,4        | 36         | 30         | 6          | 2.694                     | 1       | 6         | 118       | 56         |
| 2022 | 89.062      | 99.751      | 89,3        | 27         | 24         | 3          | 3.298                     | 1       | 3         | 110       | 56         |